# The Karate Kid Part II
The Karate Kid Part 2 es una película estadounidense de 1986 dirigida por John G. Avildsen. La película es una secuela de Karate Kid, y precede a su vez a Karate Kid III, El nuevo Karate Kid y la serie Cobra Kai.

## Argumento
La película empieza casi inmediatamente después del final de The Karate Kid. John Kreese (Martin Kove), furioso porque su alumno estrella Johnny Lawrence (William Zabka) haya quedado en segundo lugar en el Torneo de Karate de Todo el Valle, regaña y ataca a Johnny en el estacionamiento. Miyagi, que se está retirando del lugar con Daniel, rescata a Johnny, pasivamente inmoviliza a Kreese y luego le pellizca cómicamente la nariz en lugar de acabar con él con golpe fatal. Como Johnny y sus amigos dejan el Cobra Kai Dojo en masa, Miyagi explica sus acciones a Daniel: "Para una persona que no perdona, el vivir es peor castigo que la muerte".
Seis meses después, en 1985, se revela que Ali ha dejado a Daniel por un jugador de fútbol americano de la universidad. Daniel vive en una habitación en la casa de Miyagi, su madre había ido a Fresno. Miyagi recibe una carta que decía que su padre se está muriendo. Tiene la intención de regresar a Okinawa solo, pero Daniel decide acompañarlo. Cuando Daniel le pregunta por qué dejó Okinawa, Miyagi contesta que se enamoró de una mujer llamada Yukie, quien estaba comprometida para casarse con Sato, el hijo del hombre más rico de la ciudad, y mejor amigo de Miyagi. Sato y Miyagi estudiaron karate juntos con el padre de Miyagi, contrario a la tradición. Un día, Miyagi anunció ante todo el pueblo que quería casarse con Yukie. Sato, sintiéndose insultado, lo desafió a una lucha a muerte. En lugar de luchar contra su mejor amigo, Miyagi huyó de su pueblo.
Cuando llegan a Okinawa, Miyagi y Daniel son recibidos por un joven, Chozen Toguchi (Yuji Okumoto), quien es el sobrino de Sato (Danny Kamekona) y mediante un engaño los lleva en su automóvil a donde se encontraba su tío, quien no ha perdonado ni olvidado su problema con Miyagi y exige una vez más luchar contra él. Miyagi se niega, por lo que Sato lo llama cobarde.
Miyagi y Daniel son bienvenidos a Villa Tomi por Yukie (Nobu McCarthy) y su sobrina Kumiko (Tamlyn Tomita), por quien Daniel se siente inmediatamente atraído. Ahí se enteran de que Sato es ahora un rico industrial, cuyo negocio ha destruido la población local de peces, empobreciendo a los demás aldeanos, que han recurrido a la pequeña agricultura para sobrevivir. Peor aún, los aldeanos le alquilan la propiedad a Sato, que ahora es propietario de todo el pueblo. Yukie también revela que, debido a que realmente amaba a Miyagi, nunca se casó con Sato.
A pesar de que el último deseo del padre de Miyagi es que su hijo y su estudiante hagan la paces entre ellos, Sato sigue insistiendo en luchar contra Miyagi, aunque después de la muerte de su sensei, da a Miyagi tres días de luto. Al poco tiempo, Daniel consuela a Miyagi diciendo que cuando murió su padre, pensó que no era un hijo muy bueno, pero un día se dio cuenta de que había hecho lo más grande antes de que su padre muriese: estaba allí con él, extendió la mano y se despidió. Miyagi enseña a Daniel que el secreto del karate de su familia reside en un tambor de mano (den-den daiko), cuyo movimiento debe imitar. Esta "técnica de tambor", como la llama Miyagi, representa el bloqueo y defensa, lo que Daniel comienza a practicar. Miyagi le advierte que la poderosa técnica sólo debe utilizarse como último recurso. Más tarde, Yukie y Miyagi realizan la ceremonia del té juntos, lo que, Kumiko le explica a Daniel, es un signo de que están renovando su amor.
Daniel inadvertidamente revela que el negocio de alimentos de Chozen y sus compinches, Taro y Toshio, es un fraude hacia los aldeanos, ya que ocupan pesas fraudulentas. Los campesinos enfurecidos, de inmediato lo reprenden y exigen su dinero de vuelta. Debido a esto, Chozen acusa a Daniel de insultar su honor (un concepto del que claramente no tiene ninguna comprensión real) y de ser un cobarde al igual que su sensei. Él y Daniel tienen una serie de enfrentamientos, primero en la Villa Tomi, luego en la ciudad de Naha, y posteriormente en un baile con música de los años cincuenta. Mientras tanto, Daniel y Kumiko comienzan a enamorarse. Ella le muestra a él un viejo castillo en la Costa, propiedad de Sato, quien lo ha abandonado al deterioro, y ninguno de los dos puede entender por qué permite que se desmorone una reliquia histórica.
Los desacuerdos entre Daniel y Chozen eventualmente empeoran cuando Sato, al concluir el período de luto de tres días, se presenta para pelear con Miyagi. Éste no está presente, Chozen, con sus dos secuaces destruye el dojo de la familia y gran parte del jardín, tras lo cual embiste con una lanza contra Daniel al tratar de intervenir. Cuando llega Miyagi, los tres lo atacan, pero Miyagi los vence con facilidad, a pesar de que Chozen era un luchador competente. Al darse cuenta de que ha puesto a Daniel en grave peligro, Miyagi hace planes para regresar a casa.
Antes de que puedan irse, Sato se presenta con máquinas que destruyen la tierra y amenaza con destruir el pueblo si Miyagi sigue negándose a luchar. Éste acepta de mala gana y sólo con la condición de que no importa quién gane, Sato tiene que firmar los títulos de las casas para los aldeanos, a lo que Sato accede. El día en que la pelea se llevará a cabo, Daniel y Kumiko, al igual que Yukie y Miyagi, llevan a cabo la antigua ceremonia del té juntos, compartiendo también un beso. Mientras esto sucede, el pueblo se ve afectado por un tifón. Cuando el dojo de Sato es destruido por la tormenta con él atrapado en el interior, Miyagi y Daniel corren para liberarlo de los restos y llevarlo a salvo al refugio local. En un momento crítico, Sato cree que Miyagi va a acabarlo con un golpe mortal, pero él en lugar de eso rompe un pedazo grande de escombro de madera que lo mantenía atrapado.
Después de que los tres estén a salvo, Daniel va a rescatar a una niña atrapada en la torre del campanario y Sato ordena a Chozen ayudarlo. Chozen se niega, por lo que Sato va personalmente a ayudar a Daniel. Luego le dice a Chozen que está muerto para él, y el muchacho sale corriendo en medio de la tormenta.
A la mañana siguiente, los aldeanos intentan reconstruir el pueblo, y Sato llega para ayudarlos. Les da los títulos de los hogares y pide humildemente perdón a Miyagi, quien a pesar de que insiste en que no hay nada que perdonar, acepta las disculpas de su viejo amigo. Daniel decide pedirle a Sato que el pueblo pueda celebrar su próximo festival O-bon en los terrenos del castillo. Sato está de acuerdo, y les otorga este derecho a perpetuidad. Su única condición es que Daniel asista a la celebración.
En el festival O-bon, Kumiko ejecuta una danza tradicional, la cual había estado ensayando mucho tiempo, cuando interrumpe Chozen trastornado y vengativo, tomándola como rehén a punta de navaja. Sato le dice a Chozen que se había equivocado al odiar a Miyagi y le implora que de manera similar deje ir su odio por Daniel. Chozen se niega, amenazando con matar a Kumiko si Daniel no da un paso hacia él para luchar hasta la muerte. Daniel está de acuerdo, a pesar de la advertencia de Miyagi, que dice que ahora esto no es un torneo: «Este no es un torneo, es real.»
Chozen demuestra ser un oponente mucho más temible que cualquier otro al que Daniel se hubiera enfrentado antes. Sortea incluso la "patada de la grulla" que utilizó al final de la primera película, y contra la cual Miyagi había mencionado que no había defensa posible. Daniel se mantiene en pie por un tiempo, pero la batalla se vuelca finalmente en favor de Chozen. Miyagi entonces saca su tambor de mano y lo hace sonar. Los otros aldeanos siguen su ejemplo, lo que permite a Daniel darse cuenta de que puede ganar. Cuando Chozen va a matarlo, Daniel utiliza con éxito la técnica de tambor para desviar sus ataques y dar una serie de devastadores contraataques. El muchacho de Nueva Jersey, al darse cuenta por primera vez en su vida de que sus habilidades de karate son suficientes para matar a otra persona, coge a Chozen vencido por el pelo y alza su mano para el golpe fatal, preguntándole si quiere vivir o morir. Cuando Chozen responde "morir", Daniel responde de la misma manera Miyagi había hecho con Kreese; finge un golpe, le aprieta la nariz y lo arroja al suelo. Tras aquello, abraza a Kumiko, mientras Miyagi mira con orgullo.

## Reparto
| Personaje           | Actor original | Actor de doblaje México |
| ------------------- | -------------- | ----------------------- |
| Daniel LaRusso      | Ralph Macchio  | Luis Alfonso Mendoza    |
| Nariyoshi Miyagi    | Pat Morita     | Jorge Roig              |
| Sato                | Danny Kamekona | Álvaro Tarcicio         |
| Yukie               | Nobu McCarthy  | ;                       |
| Chozen Toguchi      | Yuji Okumoto   | Humberto Solórzano      |
| Kumiko              | Tamlyn Tomita  | Patricia Palestino      |
| John Kreese         | Martin Kove    | Pedro D'Aguillón Jr.    |
| Johnny Lawrence     | William Zabka  | Martín Soto             |
| Réferi              | Pat E. Johnson | Emilio Guerrero         |
| Anunciador del ring | Bruce Malmuth  | Jorge Sánchez Fogarty.  |

## Recepción
Karate Kid II recibió críticas mixtas por parte de la crítica y de la audiencia. En el portal de internet Rotten Tomatoes, la película posee una aprobación de 43 %, basada en 23 reseñas por parte de la crítica, mientras que de parte de la audiencia tiene una aprobación de 86 %.
Las audiencias de CinemaScore le han dado una puntuación de "A-" en una escala de A+ a F, mientras que en el sitio IMDb los usuarios le han dado una puntuación de 5,9/10, sobre la base de más de 51 000 votos.

## Estrenos
| País                                                                          | Fecha de estreno               |
| ----------------------------------------------------------------------------- | ------------------------------ |
| Alemania                                                                      | Jueves 14 de agosto de 1986    |
| Argentina                                                                     | Jueves 3 de julio de 1986      |
| Australia                                                                     | Jueves 24 de julio de 1986     |
| Austria                                                                       | Viernes 15 de agosto de 1986   |
| Bélgica                                                                       | Miércoles 30 de julio de 1986  |
| Belice · Costa Rica · El Salvador · Guatemala · Honduras · Nicaragua · Panamá | Miércoles 23 de julio de 1986  |
| Bolivia                                                                       | Martes 12 de agosto de 1986    |
| Brasil                                                                        | Jueves 4 de septiembre de 1986 |
| Chile                                                                         | Viernes 18 de julio de 1986    |
| Colombia                                                                      | Jueves 18 de diciembre de 1986 |
| Dinamarca                                                                     | Viernes 18 de julio de 1986    |
| Ecuador                                                                       | Miércoles 6 de agosto de 1986  |
| Egipto                                                                        | Lunes 20 de abril de 1987      |
| España                                                                        | Jueves 14 de agosto de 1986    |
| Estados Unidos · Canadá                                                       | Viernes 20 de junio de 1986    |
| Filipinas                                                                     | Miércoles 25 de junio de 1986  |
| Finlandia                                                                     | Viernes 15 de agosto de 1986   |
| Francia                                                                       | Miércoles 6 de agosto de 1986  |

| País                 | Fecha de estreno                |
| -------------------- | ------------------------------- |
| Grecia               | Jueves 25 de septiembre de 1986 |
| Hong Kong            | Jueves 31 de julio de 1986      |
| India                | Viernes 9 de septiembre de 1988 |
| Israel               | Viernes 4 de julio de 1986      |
| Italia               | Viernes 5 de septiembre de 1986 |
| Jamaica              | Miércoles 13 de agosto de 1986  |
| Japón                | Sábado 25 de octubre de 1986    |
| Líbano               | Viernes 22 de agosto de 1986    |
| Malasia              | Jueves 31 de julio de 1986      |
| México               | Viernes 8 de agosto de 1986     |
| Noruega              | Jueves 18 de septiembre de 1986 |
| Nueva Zelanda        | Viernes 28 de noviembre de 1986 |
| Países Bajos         | Jueves 24 de julio de 1986      |
| Perú                 | Jueves 25 de diciembre de 1986  |
| Portugal             | Viernes 15 de agosto de 1986    |
| Reino Unido Irlanda  | Viernes 1 de agosto de 1986     |
| República Dominicana | Jueves 21 de agosto de 1986     |
| Singapur             | Jueves 24 de julio de 1986      |
| Sudáfrica            | Viernes 20 de junio de 1986     |
| Suecia               | Viernes 1 de agosto de 1986     |
| Suiza                | Viernes 15 de agosto de 1986    |
| Tailandia            | Sábado 9 de agosto de 1986      |
| Taiwán               | Sábado 26 de julio de 1986      |
| Uruguay              | Jueves 3 de julio de 1986       |
| Venezuela            | Miércoles 27 de agosto de 1986  |